# 信長 (漫画)
『信長』（のぶなが）は、工藤かずや原作、池上遼一作画による日本の漫画作品。

## 概要
小学館『ビッグコミックオリジナル増刊』に1986年（昭和61年）10月15日号から1987年（昭和62年）6月15日号まで、のち同社の『ビッグコミックスペリオール』に同年7月15日号から1990年（平成2年）2月28日号にかけて連載された。

## あらすじ
「尾張国のうつけ」として知られる織田信長は、桶狭間の戦いで駿河国の今川義元を斃して、華々しく歴史の表舞台に登場した。信長は足利義昭、浅井長政、武田勝頼、石山本願寺率いる一向一揆などの敵対勢力と死闘を繰り広げながら、羽柴秀吉、明智光秀らの部将とともに知略を尽くして天下布武に向けて邁進していく。

### 本能寺の変
信長は、秀吉と光秀を両輪とした天下布武を構想していたが、かつて猛将と呼ばれた光秀が安定を求めていることに不満を抱いていた。光秀を発奮させるために、出雲など戦っている最中の毛利領への国替えを命ずると共に、毛利と対峙している秀吉軍への援軍を命ずる。国元の女子供を連れての出陣に、光秀は一族を護るため、愛宕山の愛宕神社で謀反を決意する。

## 登場人物

### 織田家
織田信長
本作の主人公。織田家当主。政略・戦略において他の追随を許さない天才。敵対者や裏切り者に対しても温情をかける場合もあるが、必要と判断すれば女子供ごと殺戮する作戦を冷静に実行する。怒りをあまり表に出さないが、唯一浅井長政の裏切りの際には激怒し、悪鬼の如き表情を見せている。
濃姫
信長の正室。斎藤道三の娘で、明智光秀とは従兄妹。
羽柴秀吉
元々は美濃蜂須賀党に属する忍者だったが、織田家新年の席に単身乗り込み、攻めあぐねていた美濃国戸沼城を一人で落とすと豪語して、自らを売り込む。そして発言通り城を落として見せ、信長に認められ家臣団に加わった。非常に身軽で、観音寺攻めや小谷攻めにおいては自ら城内に潜入し功績を挙げている他、自分の真後ろに立つ人間を一瞬に間に切り倒す芸当も見せた。
蜂須賀正勝
美濃蜂須賀党頭領。秀吉の副将として行動を共にしている。蜂須賀党は単なる野武士集団ではなく忍者衆としての性格も併せ持ち、墨俣築城の情報攪乱、観音寺城への潜入など秀吉の配下として幅広い活躍を見せた。作中では信長が楠木流軍学を習得した知恵者であると評している。
明智光秀
織田家中きっての切れ者で、信長の考えを言葉を介さずに真っ先に理解することも多い。天下取りのためとはいえ、女子供を容赦なく巻き込む戦に心を痛め、可能な限り被害を減らそうと外交戦略に力を入れる。
柴田勝家
織田家随一の重臣にて同家の副将格。歴戦の猛者らしく、顔には袈裟懸けに刀傷が走っている。武勇においては家中随一であるが智略に劣っており、調略を得意とする秀吉に水をあけられている。一度問題が起こると力攻めや武力鎮圧など強引な解決策を進言しては信長に却下されることが多い。蜂須賀正勝によれば市に思いを寄せており、五十を過ぎても独身を貫いているとのこと。
佐久間信盛
織田家の重臣。信長に付き従い、多くの合戦に参戦する。宿老同士である柴田勝家と行動を共にすることが多い。勝家共々秀吉や光秀の引き立て役になってしまうこともしばしばあった。
平手政秀
織田家臣で信長の守り役。信長にとって将来の敵となる斎藤道三を討つため一計を案じる。後に自害して果てたことが信長の口より語られるが、本作では理由は明らかにされていない。
織田信忠
信長の嫡男。顔のそばかすが特徴的。非凡な能力を持つが若年のため血気に逸る面があり、織田軍の大兵力で戦を一気に終わらせようとしては家臣に諫言されることが度々あった。その結果美濃の大台城攻めにて強行突撃を命じるも失敗、敗退し甚大な被害を被ってしまう。その責を取り自害しようとするも、信長に諌められ思い留まり、その場で織田家の家督を譲られる。
織田信雄
信長の次男。独断で伊賀に攻め込み敗退するなど、武将としての力量は無い。しかし、自身を襲撃した伊賀忍者の殺気から伊賀衆が信長の命をも狙うことを察する洞察力の鋭い面も持ち合わせている。
織田信行
信長の弟。織田家当主の座を巡り5度にわたり信長と刃を交えたが、内心では信長の実力を認めていた。敗北後、生母である土田御前によって助命されていたが、病に伏せったという信長の呼び出しを受け、これが自身を殺すための罠であることを承知で清州城に向かう。そして信長の部屋で自身が予期して、望んでいた通りに信長に刺された。
丹羽長秀
織田家臣。建築に長け、安宅船の建造や安土城の築城においてその手腕を発揮する。
太田牛一
信長の右筆。第一次木津川口の戦いにおいて戦いの詳細を書き取る。
津田光隆
織田家臣。丹後守。幼少より信長に仕え、水軍方奉行に任じられる。第一次木津川口の戦いにおいて毛利水軍と戦うも敗北、旗艦を撃沈され戦死した。織田家中において彼と信長のみが織田水軍の敗北を予見しており、毛利方の戦法や大阪湾の潮の流れを知るため死を覚悟で戦いに臨んでいた。

### 浅井家・朝倉家
浅井長政
北近江の大名、浅井家の当主。信長の妹お市と結婚し、義弟として信長の上洛を助ける。しかし、信長の朝倉攻めの際に父久政に引きずられる形で信長に反旗を翻す。姉川での敗戦後武田信玄や朝倉義景が倒れたことで急速に力を失い、居城小谷城も包囲されてしまう。最後はお市を信長の元に送り届け、自害した。
お市の方
織田信長の妹にして浅井長政の妻。輿入れを妨害しようとする北畠家を煙に巻くなど、信長に劣らぬ才覚を持っている。
浅井久政
長政の父。朝倉への義理から信長を攻撃するが、実力は評価していた。小谷城攻防戦では京極丸を守備していたが、羽柴隊の奇襲攻撃を受け自害した。
朝倉義景
朝倉家当主。織田軍の一乗谷侵攻に際には、秀吉の調略によって多くの家臣が内応し敗戦してしまう。一乗谷から落ち延びた後、一族の景鏡を頼って最後の一戦に及ぼうとするものの景鏡にも裏切られ、手勢に包囲されてしまう。最後は自分の命運を悟り、立ったまま自刃した。
朝倉景鏡
義景の従兄弟で、朝倉家筆頭家老。義景に見切りをつけて織田家に内応し、義景を自害に追い込んだ。その後義景の首級を持参して織田氏重臣への参入を請うも、信長には本領の大野一郡のみの安堵しか聞き入れられず、さらに織田重臣達から冷たい視線を浴びせられた。後に越前一向一揆にて戦死している。

### 武田家
武田信玄
武田家当主。信長の強敵で、信長も全軍を率いての武田との決戦を企図するほどである。しかし、三方ヶ原の戦いで徳川軍を破った後、信長との決戦直前に病に倒れる。
武田勝頼
武田家当主。父信玄が作り上げた武田軍を最強の軍勢であると自負し、家臣の諫言を聞かないばかりか、周囲を過小評価する傲慢かつ唯我独尊的な思考をしていた。その結果長篠の戦では家臣団の反対を押し切って騎馬軍団を次々と前面に押し出して壊滅させてしまう。長篠合戦後は山県昌景ら有力家臣を失ったこともあって次第に衰退していき、遂には信長から傘下に入ることを勧告されるも自尊心の高さからそれを拒否したため、織田・徳川軍から領国に攻め込まれてしまう。この期に及んで勝頼に味方しようとする者はほとんどおらず、木曽義昌、穴山信君ら家来たちから次々見捨てられる中、雪山の山中で一族とともに自害した。
山県昌景
武田家家臣。武田氏の強さを盲信し、周囲を過小評価する勝頼をたびたび諌めるが聞き入れられず、それどころか逆に邪険にされてしまっていた。長篠の戦でも自身の立てた戦術も従来の戦術に固執する勝頼に却下され苦戦を強いられる。武田軍の中で唯一織田・徳川軍の弱点（馬防柵の切れ目）を見抜き、乾坤一擲の突撃を仕掛けるも、織田軍の一斉射撃を受け戦死。
馬場信春
武田家家臣。長篠の戦で武田不利の戦況を一気に打開すべく織田本陣に突撃を敢行するも、結局はこれまでの突撃と同様の結果に終わり、自身も織田軍の一斉射撃を受け戦死。
内藤昌豊
武田家家臣。長篠の戦では馬場、真田らとともに無謀な突撃命令を下す勝頼を叱責した。その後織田軍の鉄砲射撃を受け戦死。
真田昌幸
武田家家臣。長篠の戦では勝頼の面前で、勝頼の怒りに臆することなくその失態を指摘する。山県らの戦死後は勝頼の懐刀となり、勝頼を諌めるが相変わらず聞き入れられない。多くの重心が裏切る中で最後まで勝頼のために尽くし、勝頼との別れの際にねぎらいの言葉をかけられた時には涙していた。史実では勝頼よりも年下であるが、本作では明らかに年上の老将として描かれている。
小山田信茂
武田家家臣。織田氏の甲斐侵攻の際には真田昌幸と共に、新府から落ちのびる勝頼を出迎える。勝頼に自分の居城である岩殿城に逃れるように勧めるも、彼を裏切り自害に追い込む。

### 石山本願寺
顕如
石山本願寺法主。信長を最も長く苦しめた難敵。全国の門徒を動かし織田軍を攪乱、さらに諸大名を操り信長打倒を図るが、信長の知略により毎回あと一歩の所で失敗してしまう。武田勝頼、上杉謙信ら信長包囲網の諸将が次々倒れていく中、石山本願寺を拠点に頑強に抵抗するが遂に耐えられなくなり、信長と和睦し本願寺を明け渡す。最後まで信長を敵視し、石山退去の際には紀伊にて信長を呪い殺すと言い放った。
教如
顕如の嫡男。信長に対し徹底抗戦を主張、本願寺の明け渡しに反対し、手勢をもって立て籠る。しかし織田軍の猛攻を受け、道円を身代わりにして脱出する。
道円
顕如の側近。顕如と各地の武将との伝達役をしている。教如を救うため本願寺に残り、影武者として戦死する。
土橋平次
顕如の側近。伊勢長島や加賀に赴いて、門徒達の指揮を執ることが多い。
三上陣兵衛
織田軍に雇われている鉄砲衆の統領。三十匁の鉄砲を軽々と操る名手。長篠の戦では8発の銃弾を山県昌景に撃ち込み、彼を討ち取っている。信長に鉄砲の教授をしていたが、顕如の命令により故郷の家族を人質にされ、本願寺軍に参加。天王寺砦の戦で信長に討たれる。

### 室町幕府
足利義昭
室町幕府15代将軍。信長を頼って上洛し将軍となるが、次第に裏で信長打倒を目論むようになる。各地の大名に檄文を飛ばし信長包囲網を形成、遂には自らも信長に反旗を翻すが、自身の予想に反して信長は次々と危機を乗り越えてしまい、逆に義昭自身が京を追放されてしまう。その後は毛利家の元に身を寄せるが、懲りずに大名を焚きつけている。将軍としての器量はないが、日頃から武芸鍛錬に励んでおり武勇には優れていた。
足利義輝
室町幕府13代将軍。信長がわずかな護衛と共に上洛する際には、先に長尾景虎を上洛させるため信長に刺客を放つが失敗する。その後、松永・三好に討たれる。
細川藤孝
義昭の側近。信長を討ち取るために謀略を巡らせるが、後に寝返る。自身は義昭の命を守るため寝返ったと語っていたが、当の義昭には理解されなかった。
三淵藤英
足利家臣。細川藤孝の兄。槇島城の戦いにおいては二条城を守備するも、信長を恐れる公家達を抑えきれず降伏する。
伊勢十三郎
義輝の側近。義輝の命により上洛する信長を襲撃するが、鉄砲隊の銃撃を受け死亡。
増渕頼母
義輝の側近。義輝の命により、上洛する信長を宿舎の寺院ごと焼き殺そうとする。しかしそれを見抜いていた信長に包囲され、鉄砲隊の一斉射撃を受け死亡。

### 親織田勢力
徳川家康
徳川家当主。信長と同盟を結び、武田氏と戦う。信長とは幼馴染みで盟友だが、信長を利用して武田領を手に入れようとするしたたかな一面を持つ。
酒井忠次
徳川家家臣。長篠の戦いでは後方撹乱のため鳶ヶ巣山砦を強襲し、河窪信実らを討ち取る。
斎藤道三
斎藤家当主。娘濃姫を信長に嫁がせ、同盟を結ぶ。後に息子斎藤義龍に討たれる。
荒木村重
摂津の大名。織田軍に所属する武将だが、本願寺門徒である妻子や家臣団の暴走により信長に反旗を翻す。村重自身はあくまで信長に敵対する意思を見せなかったため家臣団に突き離され、身一つで有岡城を出ることになる。その後武士を捨て、茶の湯の道に進んだ。
朽木元綱
朽木谷の豪族。金ヶ崎の戦いにおいて、京へと撤退する信長を討ち取るよう足利義昭から命令を受けていたが、松永久秀の説得によって翻意し、信長に協力する。
粟屋勝久
若狭国の豪族。金ヶ崎の戦いにおいて、京へと撤退する信長に協力する。

### 反織田勢力
斎藤龍興
　　斎藤道三･義龍亡き後の斎藤家当主。狡猾そうな肥満体の武将。織田家の墨俣築城を無謀だと嘲るが、後に美濃三人衆に離反されて居城･稲葉山城から伊勢長島に逃れる。
上杉謙信
上杉家当主。信長の強敵。「義に厚い」と評されているが、その反面戦の非情さを骨身に染みて理解しており、一向宗との戦では苛烈な一面を覗かせる。
松永久秀
大和の大名。右目に傷を負っている。信長上洛後は織田軍に属し、越前撤退戦では信長の命を救うが、後に足利義昭に寝返る。室町幕府崩壊後は再び信長に仕えるが、信長が上杉謙信と対陣する間に再び謀反を起こす。しかし信長の策により上杉軍は撤退し、彼も信貴山城に追い詰められる。最後は信長の降伏勧告を拒否し、天守閣にて茶器の平蜘蛛に火薬を詰めて爆死する。
三好三人衆
足利義輝死後の畿内の有力者。足利義昭を奉じて上洛してきた信長と対立し、信長の留守を狙って義昭を襲撃するも失敗した。その後はかつての敵義昭の陣営に与し、越前から撤退する信長を狙うが再び失敗する。
波多野秀治、波多野秀尚
丹波国の大名。丹波を攻略する光秀の懐柔策により、信長との講和に応じる。しかし彼らは信長と会見し、講和を結ぶふりをして逆に信長を襲撃したため、返り討ちにされ両名とも死亡する。この行動の裏には顕如の策謀があったとされるが、光秀は全く気づいておらず、波多野家に人質として送った母を殺されてしまう。
今川義元
今川家当主。桶狭間にて織田軍に討ち取られる。生前の登場はなく、討ち取られた首が登場する。
岡部元信
今川家家臣。織田軍に討ち取られた義元の首を奪還しようとする。首が返された後は鳴海城を引き払い、駿河に撤退する。
本作ではかなりの老将として描かれている。
若狭坊厳空
延暦寺の僧兵。延暦寺の堕落を憂う良心の僧で、光秀の比叡山脱出を手助けする。織田軍の叡山攻めでは一人で織田兵を薙ぎ倒す獅子奮迅の働きをするが、鉄砲隊によって討ち取られる。

#### その他
今井宗久
堺の豪商。信長が京に上洛した際に暗殺を図るが失敗。その後は信長と手を組む。
狩野常山
狩野派の絵師。安土城天主の絵を任されるが、身内と弟子を叡山攻めで殺された恨みから叡山攻めの絵を描いたため、捕えられる。打ち首にされかかるが、弟弟子の永徳の懇願で助けられる。
狩野永徳
常山の弟弟子。常山を救うため安土城天主の絵を全て描き変える。
出雲阿国
歌舞伎舞を踊る踊り子。顕如の刺客に襲われた信長を救う。
ルイス・フロイス
イエズス会の司祭。信長の庇護の下、キリスト教の布教を進める。
セバスチャン
イエズス会修道士。信長を「デウスに成り代わる悪魔」として恐怖を感じている。
ジョバンニ
イタリアの武将。六角家に軍事顧問として雇われ、観音寺城で織田軍を迎え撃つが、秀吉に捕えられる。その後、織田軍の武将となる。

## 著作権侵害問題
物語の終末間近となる『ビッグコミック・スペリオール』1990年1月1日号に掲載された『安土天守・障壁画の章』で描かれた安土城のカットが『週刊朝日百科 日本の歴史 21 中世 2-10 城』（1986年、朝日新聞社）掲載の新府城復元図の無断使用（トレース）に当たるとして復元図の作者である工業デザイナーの藤井尚夫に抗議された。
このため小学館は、刊行中だった単行本も7巻までで発刊を停止とした。2003年から翌年にかけて、問題となった箇所が新たに描き直され、完全版として単行本全8巻がメディアファクトリーから新たに刊行された。

## 書誌情報
小学館
1. 1987年9月1日発売 ISBN 4-09-181431-X
2. 1988年2月1日発売 ISBN 4-09-181432-8
3. 1988年8月1日発売 ISBN 4-09-181433-6
4. 1989年2月1日発売 ISBN 4-09-181434-4
5. 1989年7月1日発売 ISBN 4-09-181435-2
6. 1989年12月1日発売 ISBN 4-09-181436-0
7. 1990年3月1日発売 ISBN 4-09-181437-9

メディアファクトリー
1. 2003年7月31日発売 ISBN 4-8401-0493-X
2. 2003年7月31日発売 ISBN 4-8401-0494-8
3. 2003年8月31日発売 ISBN 4-8401-0495-6
4. 2003年9月30日発売 ISBN 4-8401-0498-0
5. 2003年10月31日発売 ISBN 4-8401-0904-4
6. 2003年11月30日発売 ISBN 4-8401-0915-X
7. 2003年12月31日発売 ISBN 4-8401-0920-6
8. 2004年1月31日発売 ISBN 4-8401-0927-3